# جشنواره بین‌المللی فیلم برلین
جشنواره بین‌المللی فیلم برلین (به آلمانی: Internationale Filmfestspiele Berlin) یا برلیناله (Berlinale)‏ یکی از معتبرترین و قدیمی‌ترین جشنواره‌های سینمایی در جهان است که هر سال در ماه فوریه به مدت ۱۰ روز در برلین آلمان برگزار می‌شود. جشنواره فیلم برلین در کنار جشنواره فیلم ونیز و جشنواره فیلم کن، مهم‌ترین رویداد سینمایی اروپا به‌شمار می‌رود. این جشنواره هر ساله جایزه خرس طلایی و خرس نقره‌ای را به‌برگزیدگان بخش اصلی اهدا می‌کند. خرس به‌عنوان نمادی از شهر برلین شناخته می‌شود. هرساله تقریباً ۴۰۰ فیلم در بخش‌های مختلف برلیناله به‌نمایش درمی‌آید.
رئیس این جشنواره از سال ۲۰۰۱ تا ۲۰۱۹ دیتر کاسلیک بود و از سال ۲۰۲۰ ماریته ریسنبیک مدیریت اجرایی و کارلو چاتریان مدیریت هنری این جشنواره را برعهده دارند. در سال ۲۰۱۹، ۳۳۱ هزار و ۶۳۷ بلیت سینما برای برلیناله فروخته شده‌است.

## تاریخچه
جشنواره برلین در سال ۱۹۵۱، در آغاز جنگ سرد، به عنوان نمایشگاه دنیای آزاد ایجاد شد؛ و چون این جشنواره در میان آشفتگی‌های میان جنگ شکل گرفت، تا به امروز جزو سیاسی‌ترین جشنواره‌های بزرگ فیلم در جهان شناخته شده‌است.
برلیناله نخستین بار در سال ۱۹۵۱ با نمایش فیلم ربکا، ساخته آلفرد هیچکاک گشایش یافت.
ریخته‌گری نوآک در آلمان، از نخستین دوره برلیناله تا امروز، خرس طلایی را تولید می‌کند.

## میزبان
از سال ۲۰۰۰ تاکنون تئاتر پوتسدامر پلاتس میزبان جشنواره بین‌المللی فیلم برلین بوده و نمایش فیلم‌های مسابقه و مراسم اهدا جوایز در آن برگزار می‌شود به همین دلیل در طول برگزاری جشنواره تبدیل به سینما می‌شود.

## بخش‌ها
بخش‌های مختلف این جشنواره شامل ۶ بخش مسابقه ای، ۴ بخش جنبی، ۲ بخش بازار و یک بخش حمایت مالی و یک بخش استعدادیابی است. این جشنواره هر ساله جایزه خرس طلایی و خرس نقره‌ای را به برگزیدگان بخش اصلی اهدا می‌کند. خرس به‌عنوان نمادی از شهر برلین شناخته می‌شود.
در بخش‌های چندگانهٔ این فستیوال، مسابقه - پانوراما - فُروم - نسل - پرسپکتیو کینو آلمان - برلیناله کوتاه و چشم‌اندازی به گذشته، حدود ۴۰۰ فیلم به نمایش در می‌آیند. رئیس این جشنواره از سال ۲۰۰۱ تا ۲۰۱۹ دیتر کاسلیک بود و از سال ۲۰۲۰ کارلو چاتریان مدیریت این جشنواره را برعهده دارند.

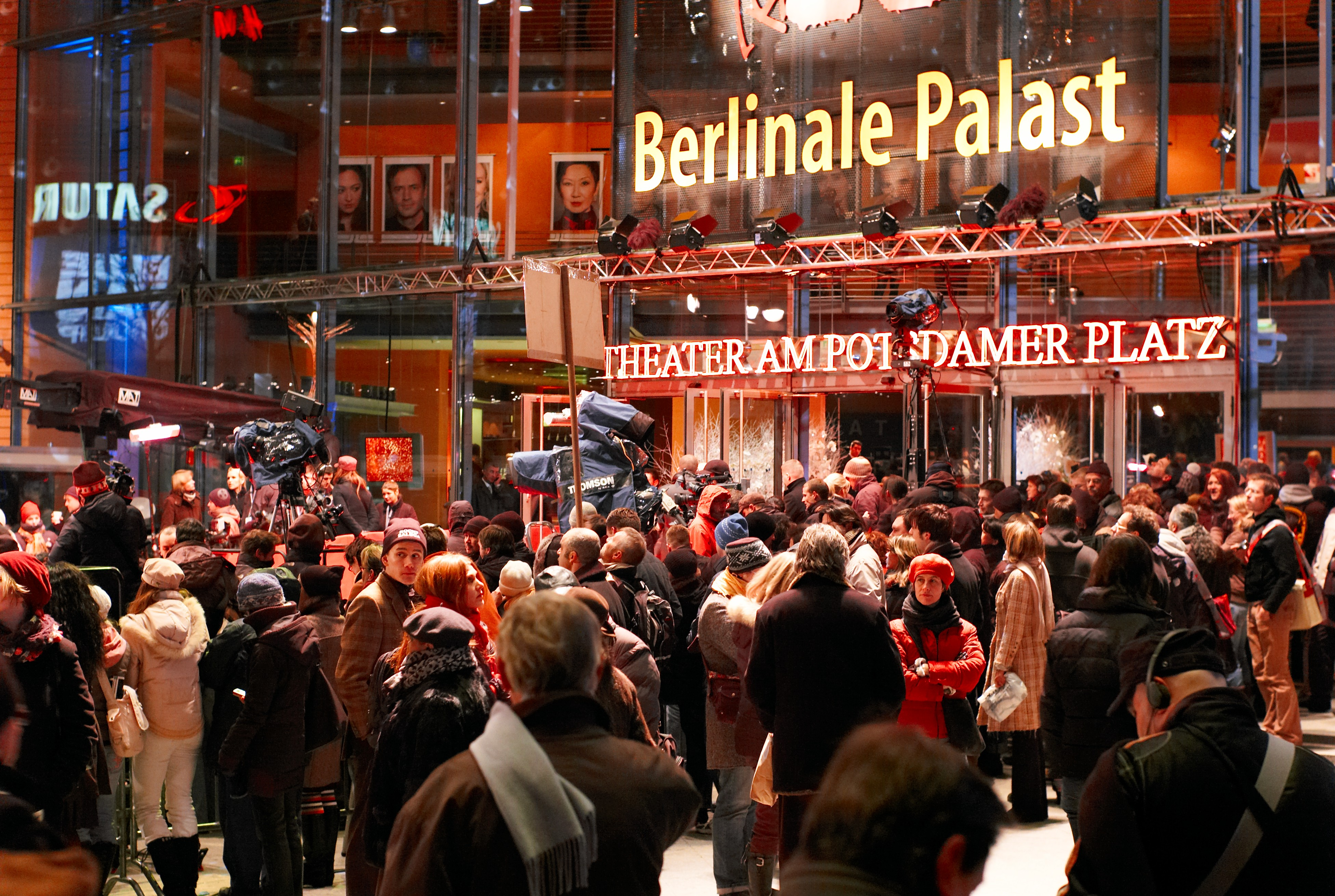
محل برگزاری جشنواره بین‌المللی فیلم برلین یا برلیناله، در «کاخ برلیناله» در میدان پوتسدامر پلاتس، برلین واقع شده‌است.

در دوره هفتادمین این جشنواره سید پیام حسینی توانست جایزه ویژه هیئت داوران در بخش جنریشن را برای فیلم کوتاه بادبادک ها به دست آورد .

## جوایز

مجسمه خرس طلایی

خرس طلایی معتبرترین جایزه جشنواره بین‌المللی فیلم برلین است که به بهترین فیلم اهدا می‌شود.
- خرس طلایی
  - بهترین فیلم (از سال ۱۹۵۱)
  - بهترین فیلم کوتاه (از سال ۱۹۵۶)
  - یک عمر دستاورد (خرس طلایی افتخاری) (از سال ۱۹۸۲)
- خرس نقره‌ای

خرس نقره‌ای دومین جایزه معتبر جشنواره بین‌المللی فیلم برلین است که به عنوان دستاوردهای فردی اهدا می‌شود.
- جایزه بزرگ هیئت داوران (از سال ۱۹۶۵)
- جایزه آلفرد بائر - مؤسس جشنواره - برای یک فیلم سینمایی که دیدگاه‌های جدید در هنر سینما ایجاد می‌کند
- خرس نقره‌ای بهترین کارگردان (از سال ۱۹۵۶)
- خرس نقره‌ای بهترین بازیگر مرد (از سال ۱۹۵۶)
- خرس نقره‌ای بهترین بازیگر زن (از سال ۱۹۵۶)
- خرس نقره‌ای بهترین فیلم کوتاه (از سال ۱۹۵۶)
- دستاورد هنری (از سال ۱۹۷۸)
- بهترین موسیقی فیلم (از سال ۲۰۰۲)
- خرس نقره‌ای برای بهترین فیلم‌نامه (از سال ۲۰۰۸)

جوایز دیگر برلین
- جایزه تماشاگران پانوراما
- جایزه دوربین برلین - جایزه ویژه برای خدمات به جشنواره
- خرس کریستال بهترین فیلم - بخش رقابت در تولید
- خرس کریستال بهترین فیلم - بخش کودکان رقابت در تولید
- جایزه تدی برای فیلم‌های با موضوعات دگرباشان جنسی
- جایزه شوتینگ استارز برای استعداد جوان بازیگری اروپا - اعطا شده توسط توسعه فیلم اروپا

## برندگان خرس طلای جشنوارهٔ برلین به تفکیک کشور صاحب اثر
| کشور                | تعداد فیلم‌های برندهٔ خرس طلا |
| ------------------- | --------------------------- |
| ایالات متحده آمریکا | ۱۴ بار                      |
| بریتانیا            | ۹ بار                       |
| ایتالیا             | ۸ بار                       |
| فرانسه              | ۷ بار                       |
| آلمان               | ۷ بار                       |
| اسپانیا             | ۶ بار                       |
| سوئد                | ۴ بار                       |
| رومانی              | ۳ بار                       |
| ترکیه               | ۳ بار                       |
| ایران               | ۳ بار                       |
| چین                 | ۳ بار                       |
| جمهوری ایرلند       | ۲ بار                       |
| ژاپن                | ۲ بار                       |
| روسیه               | ۲ بار                       |
| برزیل               | ۲ بار                       |
| مجارستان            | ۲ بار                       |
| آرژانتین            | ۱ بار                       |
| هلند                | ۱ بار                       |
| اتریش               | ۱ بار                       |
| کرواسی              | ۱ بار                       |
| بوسنی و هرزگوین     | ۱ بار                       |
| آفریقای جنوبی       | ۱ بار                       |
| تایوان              | ۱ بار                       |
| جمهوری چک           | ۱ بار                       |
| پرو                 | ۱ بار                       |
| کانادا              | ۱ بار                       |
| هند                 | ۱ بار                       |
| اسلوونی             | ۱ بار                       |
| بلژیک               | ۱ بار                       |
| سوئیس               | ۱ بار                       |

## بازار فیلم
بازار فیلم اروپا یکی از سه بازار مهم و بزرگ جهان است که هر ساله هم‌زمان با برگزاری جشنواره فیلم برلین در کاخ موزه هنری «مارتین گروپیوس بائو» برگزار می‌شود.
این بازار محلی برای تجمع مهم‌ترین تهیه‌کنندگان، خریداران، سرمایه‌گذاران، نمایندگی‌های خرید و پخش‌کنندگان فیلم است. براساس آمارهای سال ۲۰۱۱ میلادی در این بازار ۴۰۰ کمپانی و هزار و ۵۳۲ خریدار حضور داشتند. در همین سال بیش از هزار سانس از فیلم‌های جدیدی از سراسر دنیا به نمایش درآمد. در بخش تولیدات مشترک از بازار فیلم اروپا، تهیه‌کنندگان می‌توانند با معرفی پروژه‌های مورد نظر خود، برای این ساخت این پروژه‌های سرمایه‌گذار یا شریک پیدا کنند. در بازار سال ۲۰۱۲ فیلم چهار صد و پنجاه و پنج نمایشگاه برگزار شد که در این نمایشگاه‌ها هزار و ۶۹۱ خریدار بین‌المللی و ۸ هزار و ۹۸ کارشناس سینمایی از ۹۴ کشور جهان حضور داشتند و در این میان ۸۲۰ فیلم طی هزار و ۱۶۶ سانس به نمایش آمد.

## اعتراض رسمی اداره کل تأمین و رسانهبین‌المللسیما به بازی سیاسی برلیناله
اداره کل تأمین و رسانه بین‌الملل صدا و سیمای جمهوری اسلامی ایران به رویکرد سیاست‌زده و کوته‌نظرانه مسئولان برگزاری بازار فیلم اروپایی برلین (EFM) که همزمان با جشنواره فیلم برلین برگزار می‌شود به صورت رسمی اعتراض کرد. 

## استعدادهای برلین
بخش آموزش دانشجویی جشنواره برلین که با نام دانشکده استعداد برلین شناخته می‌شود برای پذیرش دانشجویان فیلم‌سازی و افراد شاغل در حوزه فیلم‌سازی است.
این بخش که یک مدرسه فیلم زمستانی به حساب می‌آید هر ساله حدود ۳۰۰ شرکت‌ کننده از سرتاسر جهان دارد که در طی شش روز در زمان برگزاری جشنواره برلین، می‌توانند در ورک شاپ‌ها، گردش‌ها، کلاس‌های خصوصی یا آموزش جمعی، بحث‌های گروهی با افراد شاخص فیلم ساز در مورد مسائل جاری حرفه‌های مختلف در حوزه ساخت فیلم و ..… شرکت کنند. ملاقات با فیلم‌سازان نامدار و دیدن فیلم‌های جشنواره نیز از دیگر امتیازات شرکت در این برنامه است.

## نگارخانه

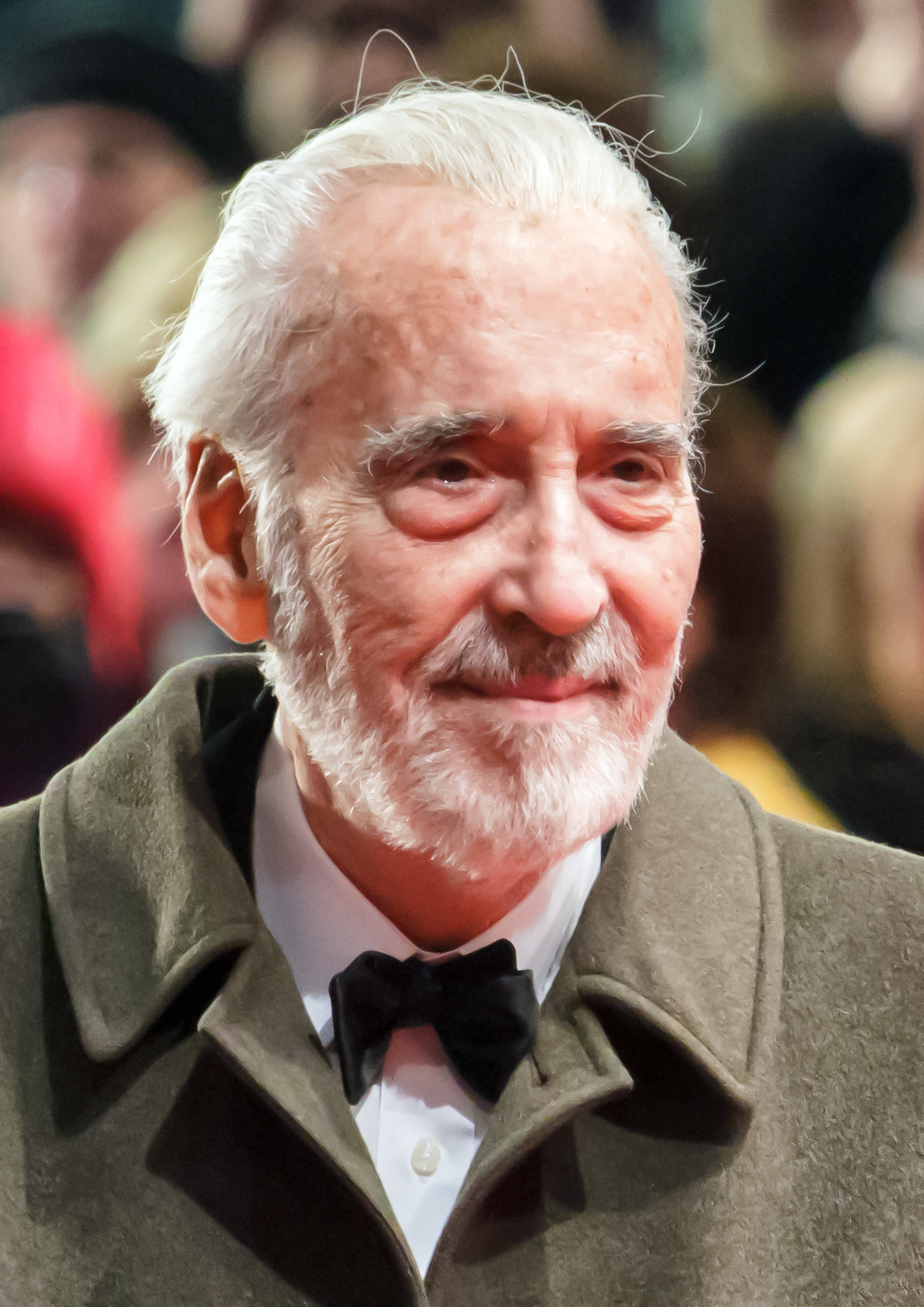
کریستوفر لی در فستیوال ۲۰۱۳
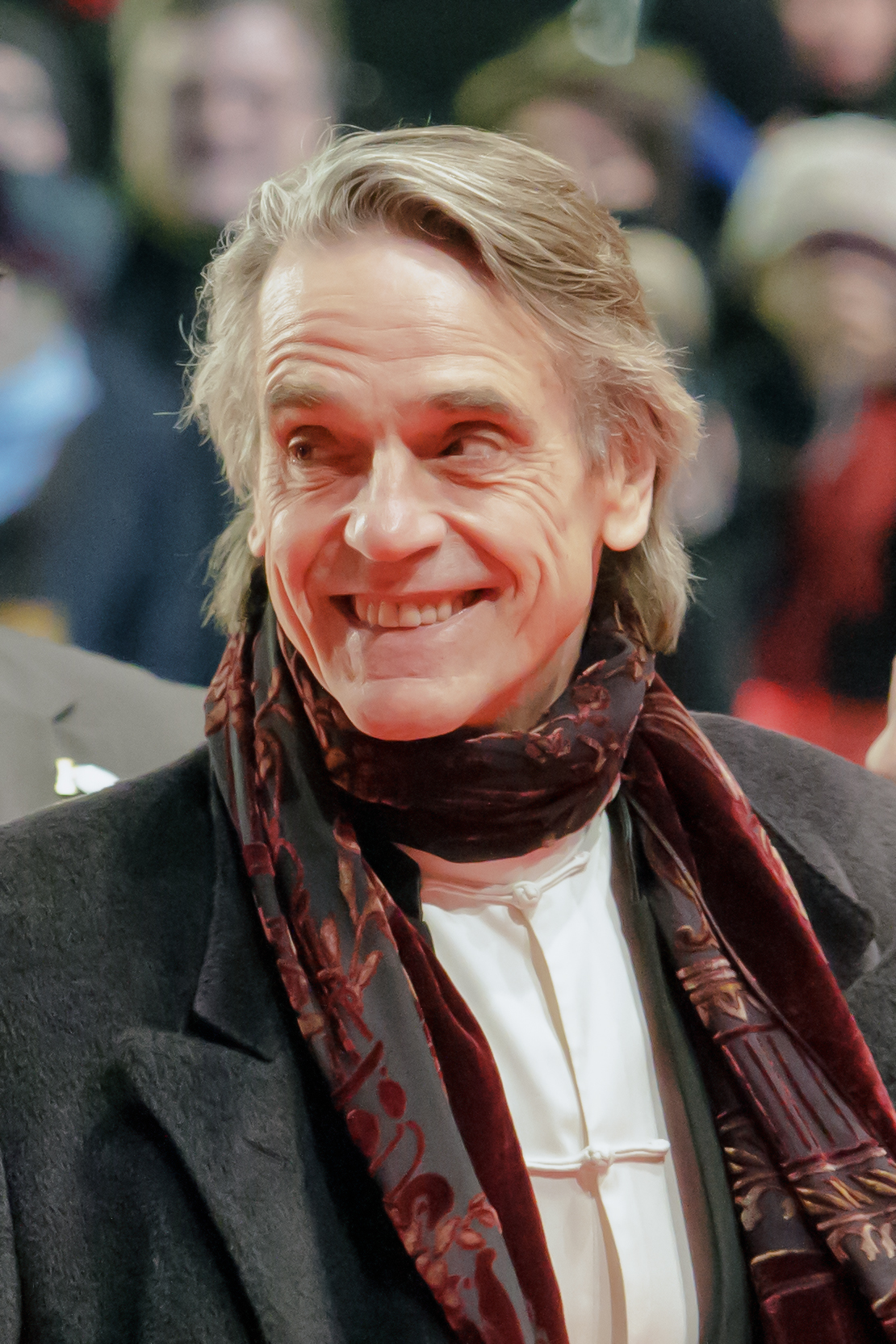
جرمی آیرونز در فستیوال ۲۰۱۳
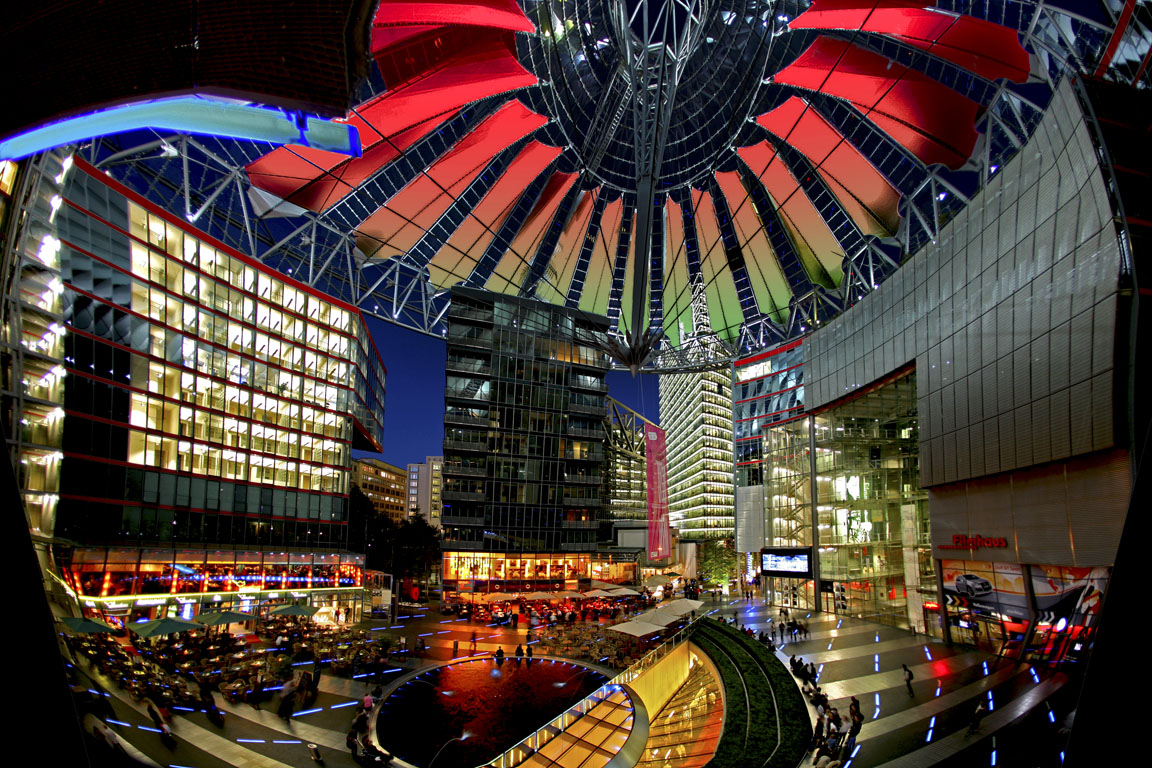
پوتسدامر پلاتس محل برگزاری جشنواره بین‌المللی فیلم برلین
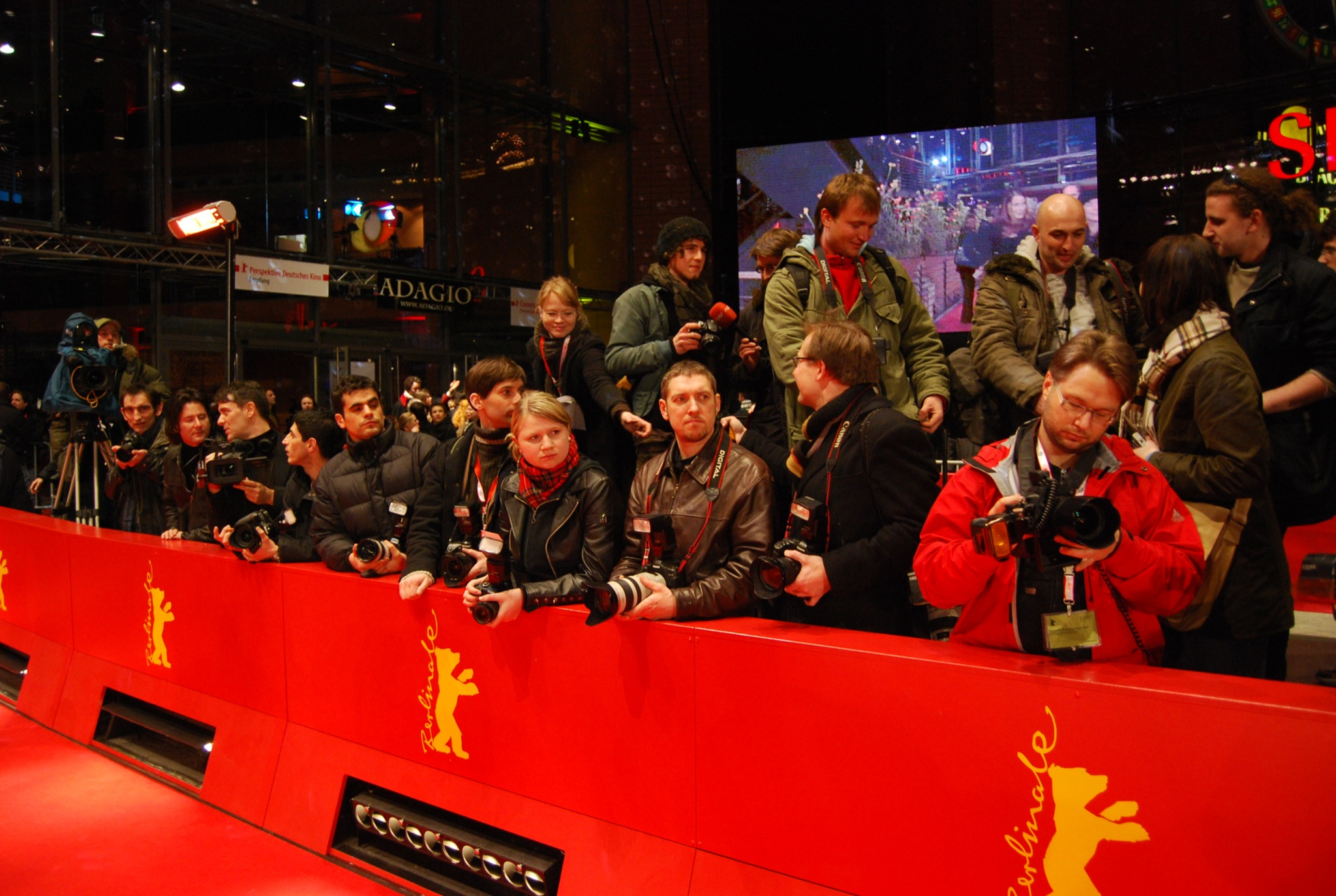
حدود ۲۰٬۰۰۰ حرفه‌ای از بیش از ۱۳۰ کشور در این جشنواره هر ساله شرکت می‌کنند
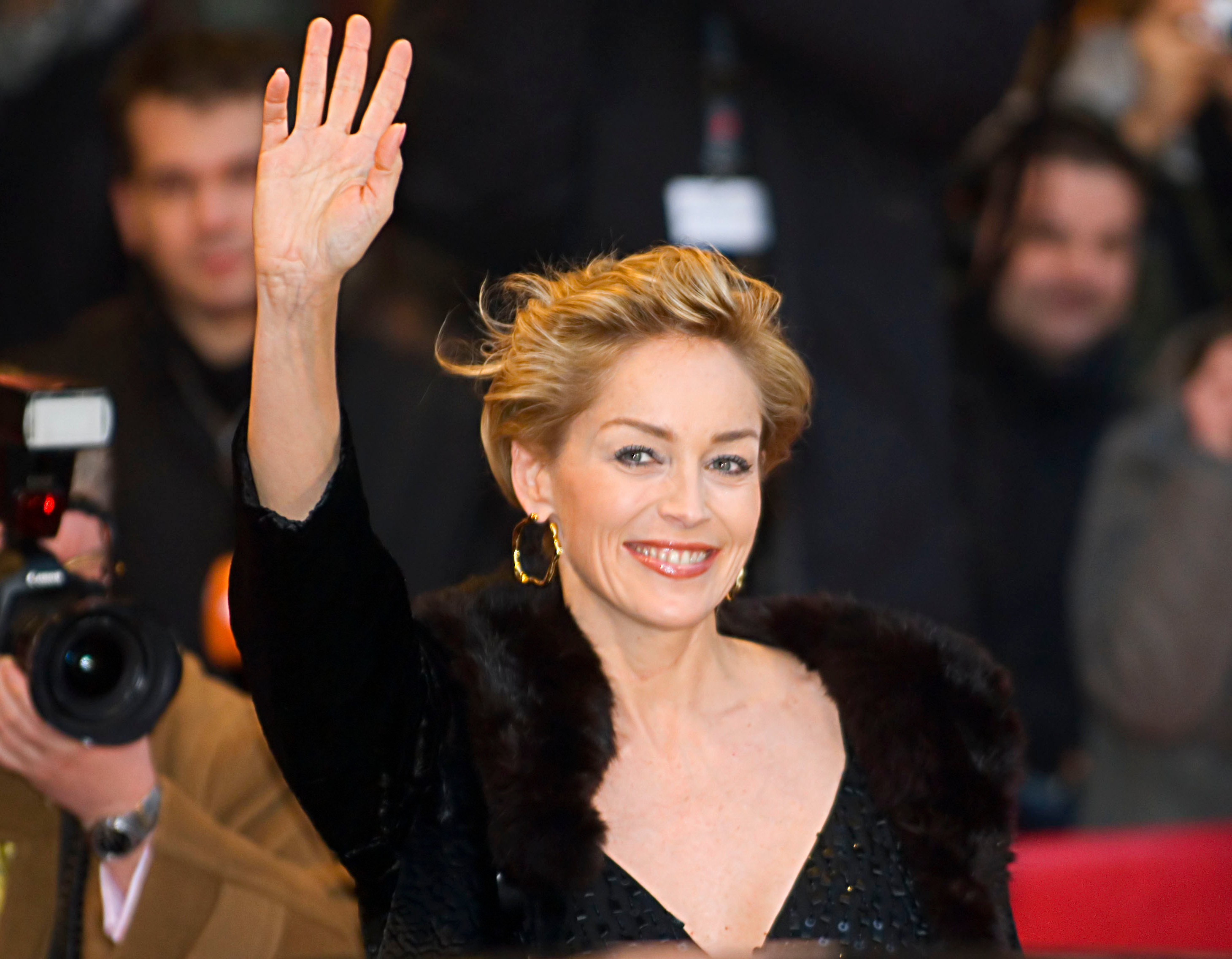
شارون استون در فستیوال ۲۰۰۷
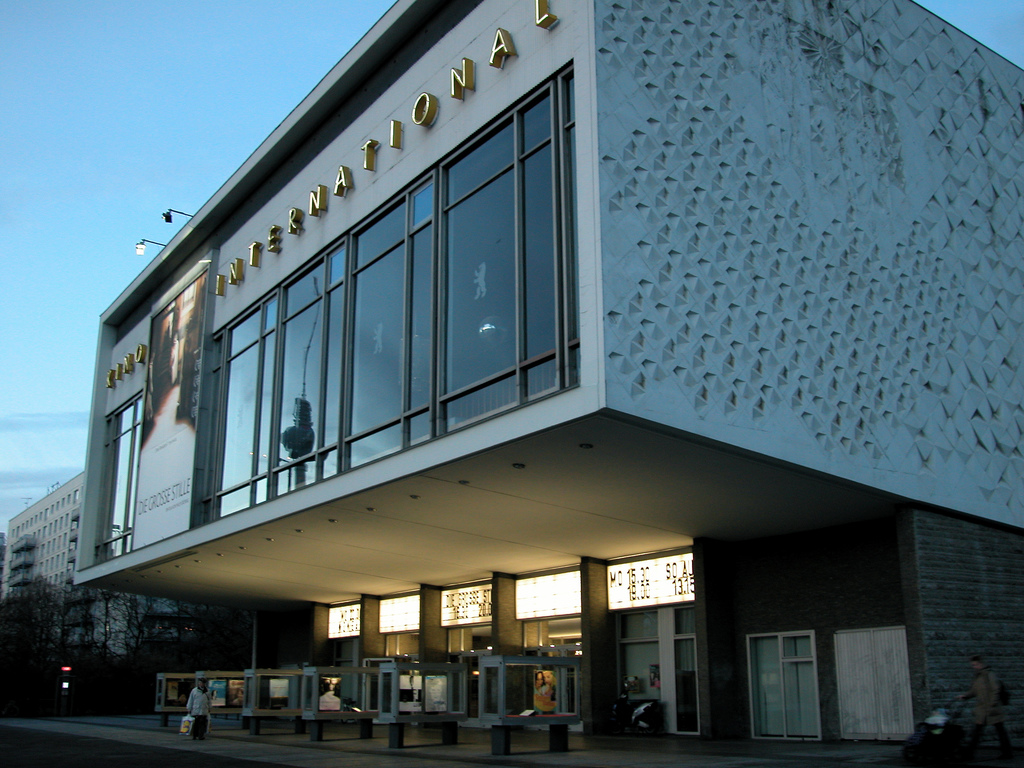
کینو بین‌المللی یکی از سه مراکز فروش بلیت است
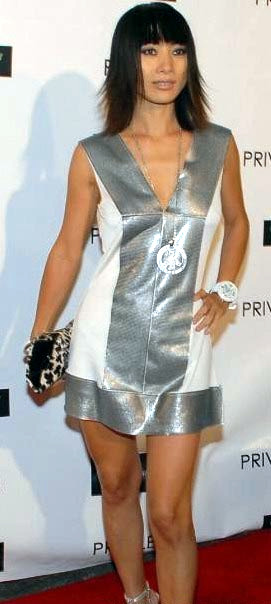
بایی لینگ
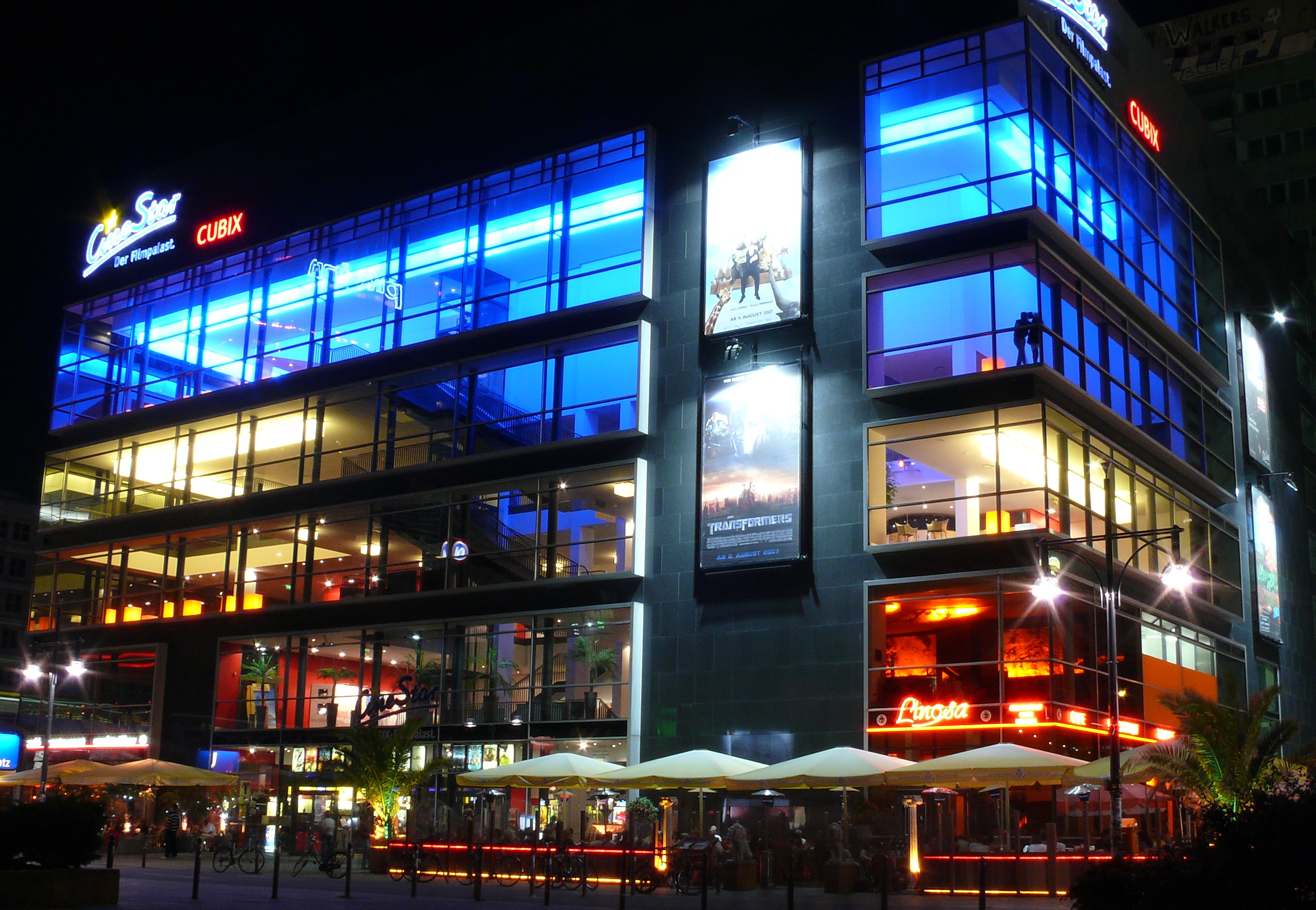
الکساندر پلاتس
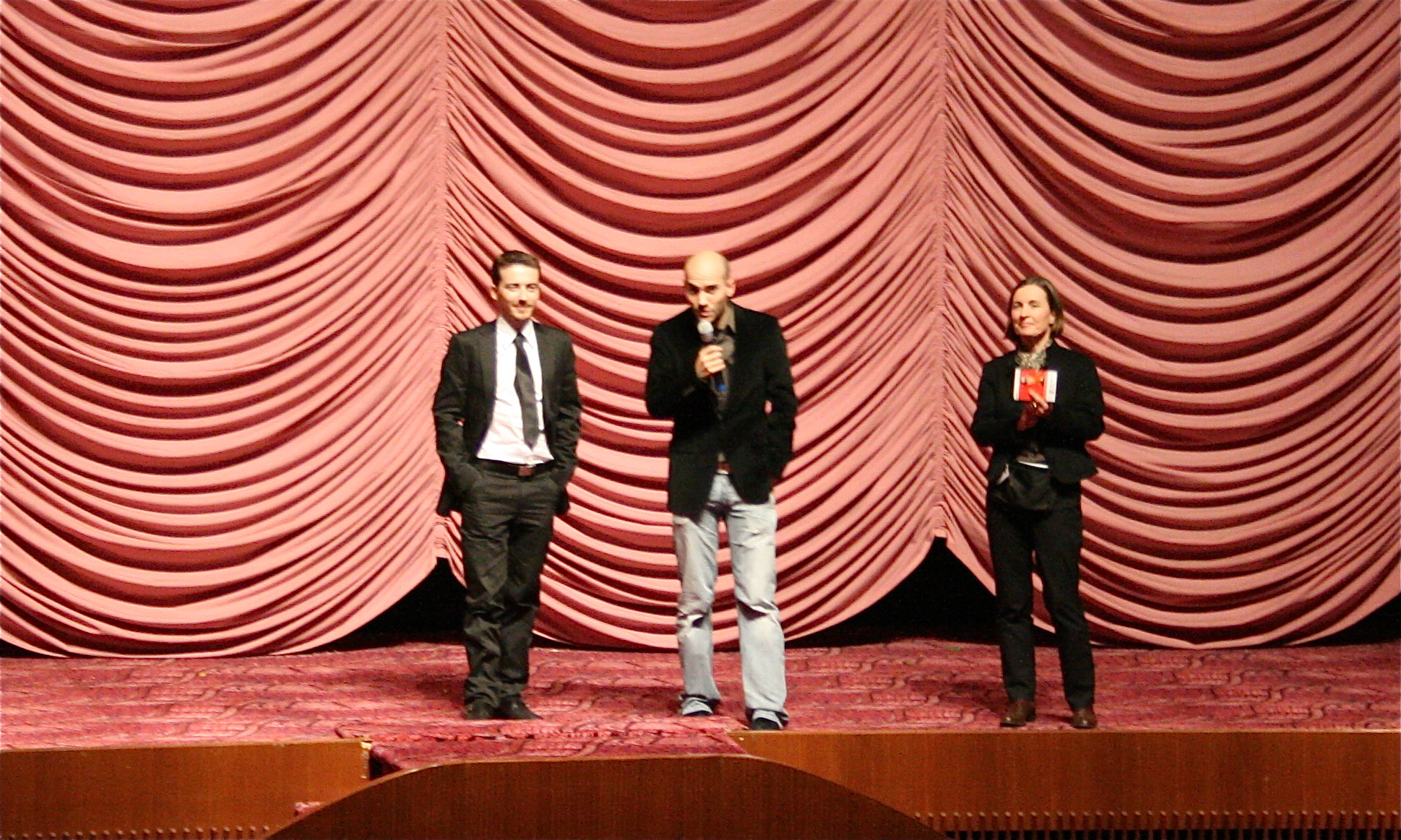
بحث در مورد فیلم با حضور تولیدکنندگان و مدیران توسط مخاطبان
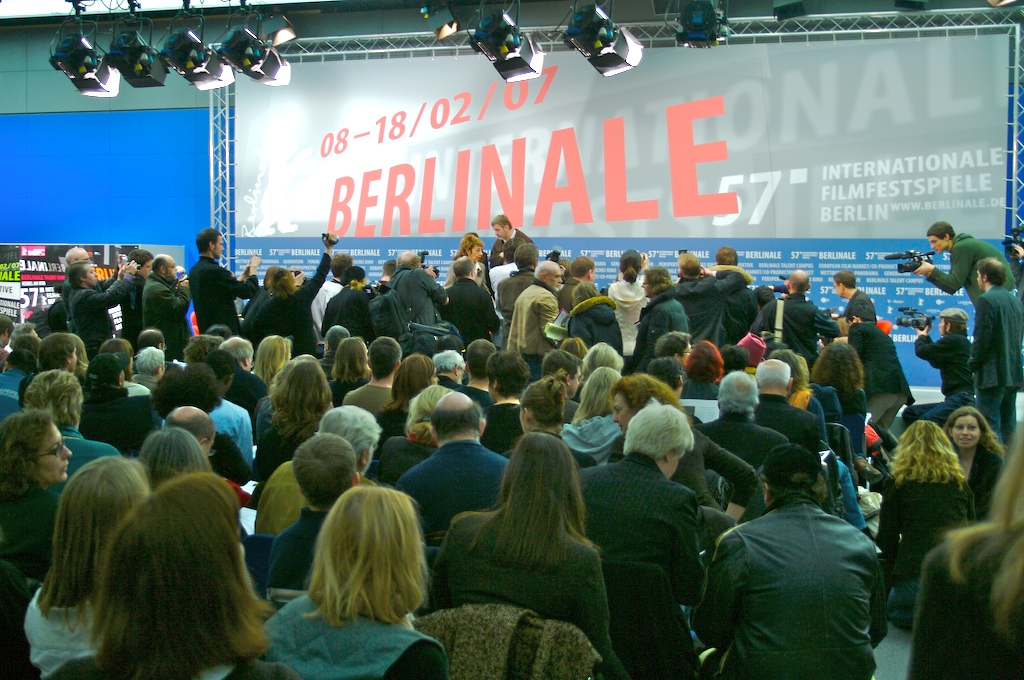
کنفرانس پس از نمایش
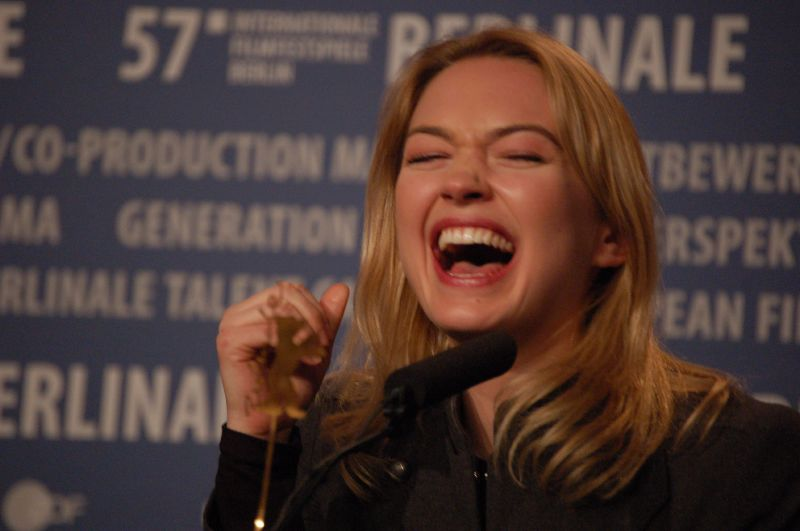
سوفیا مایلز
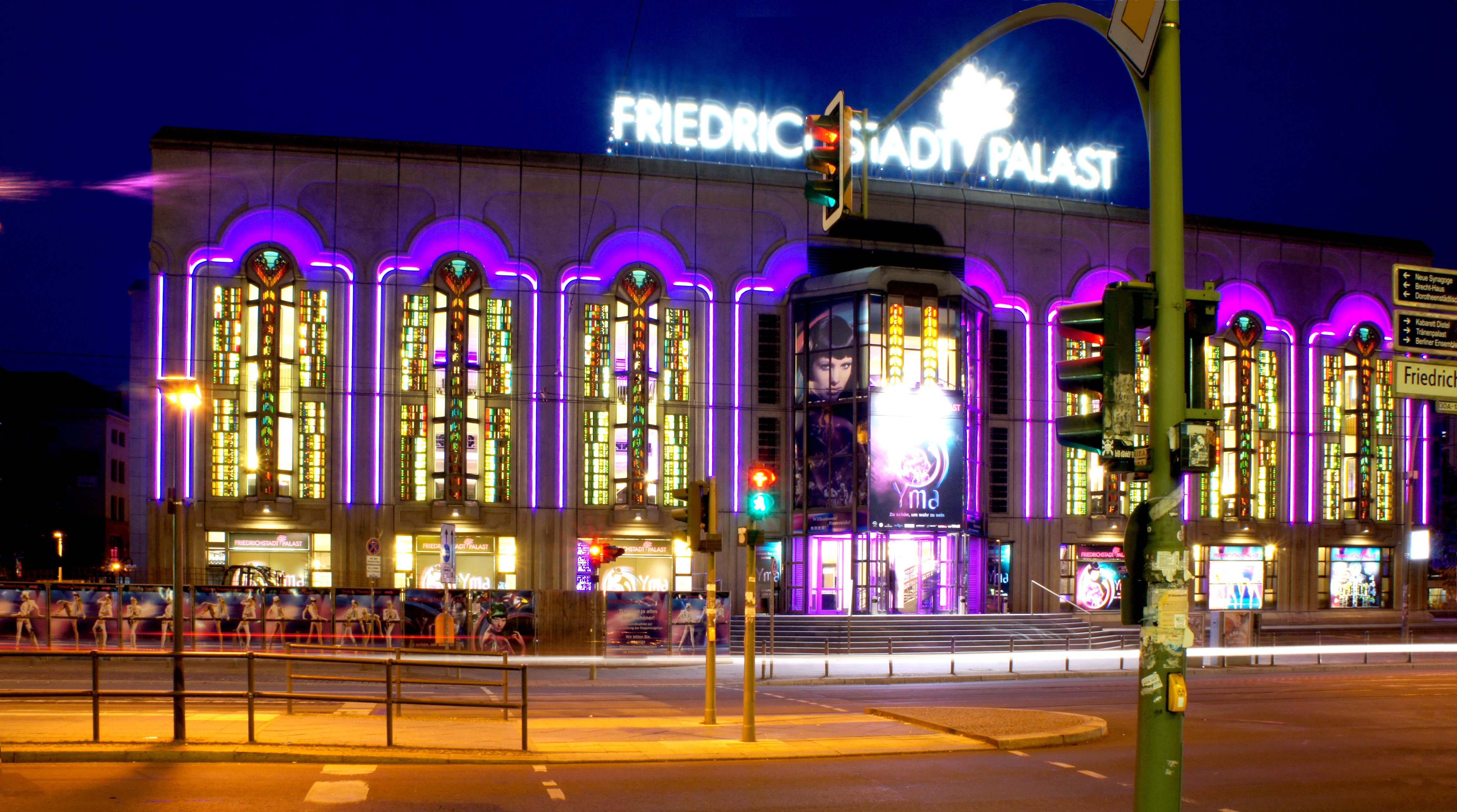
کاخ فردریش
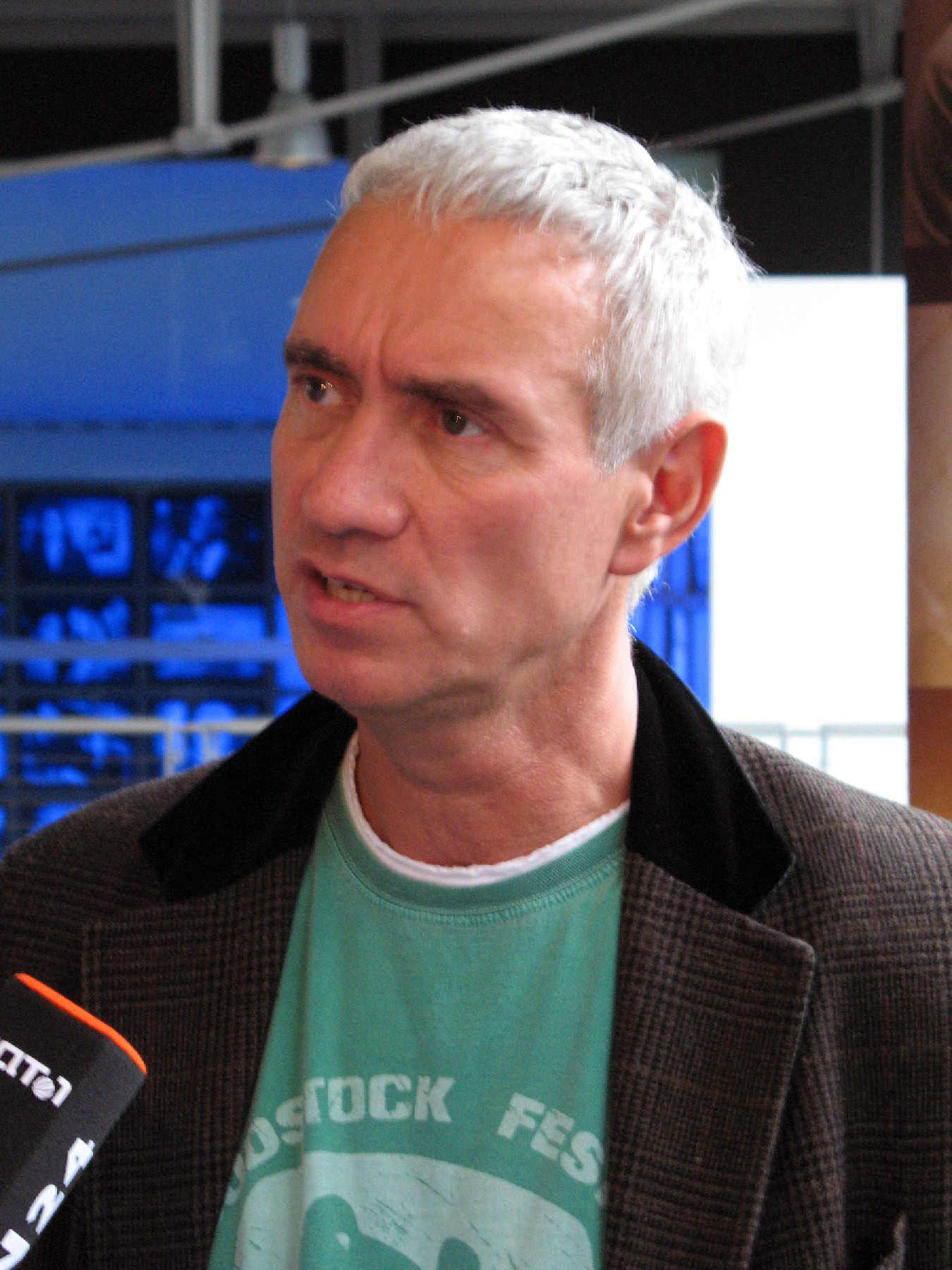
رئیس داوران ۲۰۰۵, رولند امریش
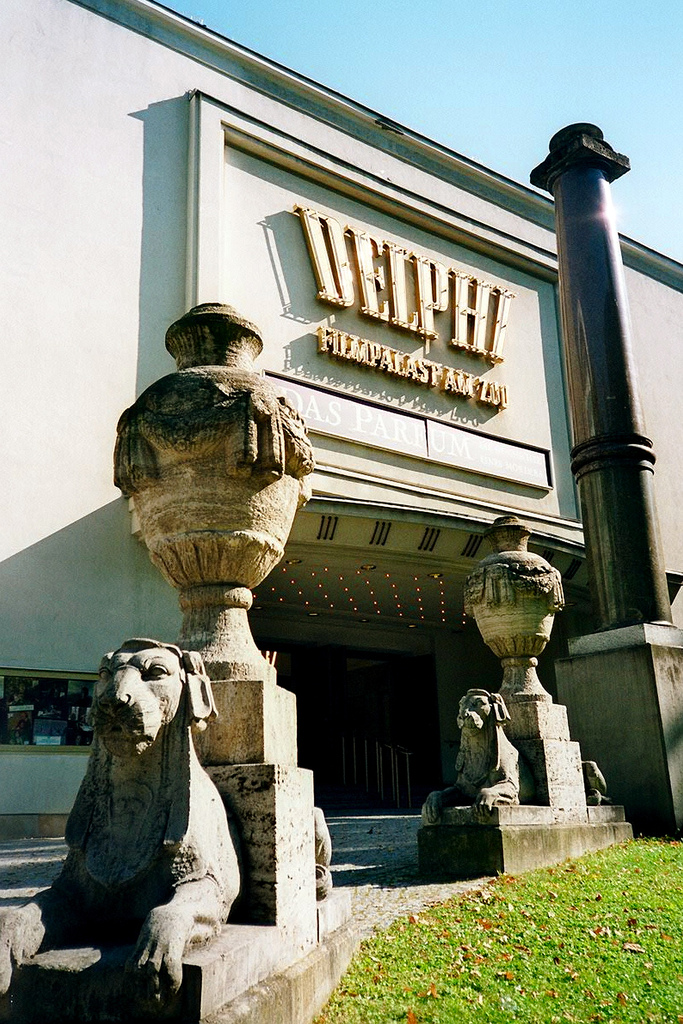
کاخ دلفی
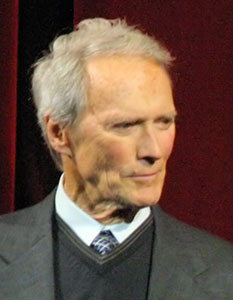
کلینت ایستوود، ۲۰۰۷
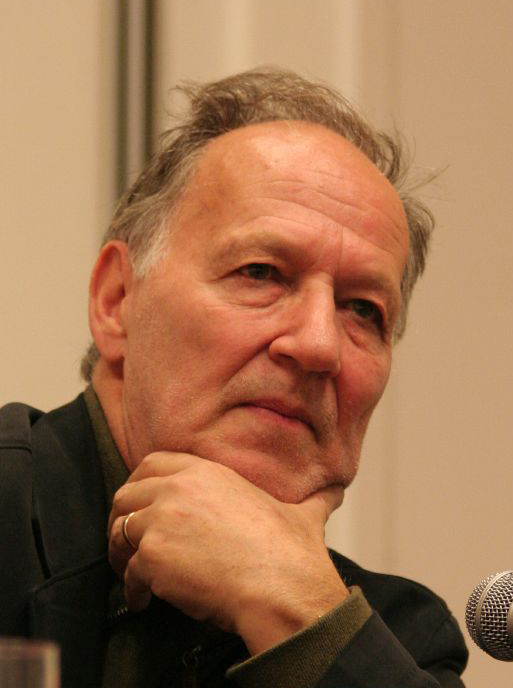
رئیس داوران ۲۰۱۰, ورنر هرتسوک
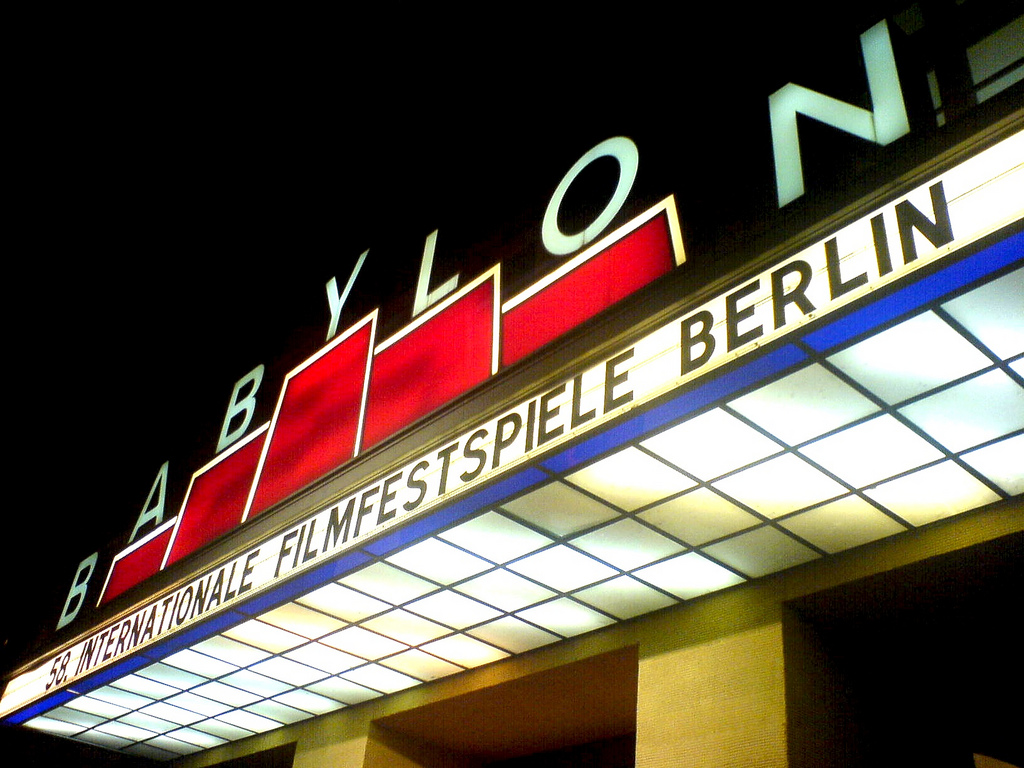
کینو بابیلون